# Łukasz Gikiewicz
Łukasz Gikiewicz (ur. 26 października 1987 w Olsztynie) – polski piłkarz, występujący na pozycji napastnika, od 2024 w KS Raszyn. 

## Kariera klubowa
Gikiewicz juniorskie czasy swojej kariery spędził w olsztyńskich klubach – Warmii, Stomilu i Tempo 25. W 2004 roku został zawodnikiem DKS Dobre Miasto, jednakże opuścił ten klub już po roku bez rozegranego choćby jednego meczu w pierwszym zespole. Następnie, aż do 2009 roku bardzo często zmieniał kluby i przez ten czas występował w Motorze Lubawa, Drwęcy Nowe Miasto Lubawskie, Olimpii Elbląg, Wigrach Suwałki i Unii Janikowo. 
Na początku marca 2009 roku Gikiewicz podpisał dwuipółletni kontrakt z grającą wówczas w Ekstraklasie Polonią Bytom. W barwach bytomskiego klubu rozegrał sześć spotkań i zdobył jedną bramkę. 1 lipca 2010 roku Polonia zerwała kontrakt z Gikiewiczem z powodu jego trudnego charakteru. Niespełna dwa miesiące później Gikiewicz został zawodnikiem ŁKS-u Łódź. W sezonie 2009/10 Gikiewicz z dorobkiem 11 bramek został najlepszym napastnikiem ŁKS-u i czołowym strzelcem I ligi. Dzięki swojej dobrej grze zainteresował kilka klubów Ekstraklasy, m.in. Korona Kielce, Zagłębie Lubin i GKS Bełchatów. Jednakże na początku czerwca 2010 roku Gikiewicz podpisał czteroletni kontrakt ze Śląskiem Wrocław. Pod koniec lipca 2010 roku oficjalna strona Śląska podała, że Gikiewicz nie będzie jednak występował we Wrocławiu. Wszystko z powodu półmilionowego ekwiwalentu za wyszkolenie, jaki żądał poprzedni klub napastnika ŁKS, a którego Śląsk zapłacić nie chciał. Mówiło się wtedy, że Gikiewicz ma trafić na zasadzie wypożyczenia do drugoligowego szwajcarskiego klubu FC Wil. Ostatecznie jednak na początku sierpnia 2010 roku Śląsk doszedł do porozumienia z ŁKS-em i Gikiewicz został ponownie zaprezentowany jako zawodnik wrocławskiego klubu. 13 sierpnia 2010 roku w spotkaniu ligowym z Cracovią Gikiewicz zadebiutował w barwach nowego klubu w oficjalnym spotkaniu. 24 września 2010 roku w spotkaniu z Koroną Kielce napastnik zdobył swoją pierwszą ligową bramkę w barwach nowego klubu. Później kibice Śląska wybrali go na najlepszego zawodnika tego spotkania. 
25 czerwca 2013 roku Gikiewicz rozwiązał za porozumieniem stron swój kontrakt z klubem, zaś kilka dni później związał się z cypryjską Omonią Nikozja. W lutym 2016 podpisał roczny kontrakt z Ratchaburi FC. W lutym 2017 podpisał kontrakt z jordańskim Al-Faisaly Amman. W sezonie 2017/2018 został królem strzelców jordańskiej ekstraklasy z dorobkiem 14 bramek. 11 lipca 2018 roku podpisał kontrakt z saudyjskim Al-Batin FC. W styczniu 2019 przeszedł do Hajer Club. 1 sierpnia tego samego roku podpisał roczny kontrakt z rumuńskim FCSB, jednak w 2020 wrócił do jordańskiego Al-Faisaly.
W 2023 wrócił do Polski, do występującego w klasie okręgowej Szturmu Junikowo Poznań. Wiosną dla Szturmu zdobył 25 bramek, ale wskutek problemów finansowych zespołu musiał zmienić swojego pracodawcę. 15 lipca 2023 został zawodnikiem beniaminka IV ligi mazowieckiej KTS Weszło.

## Statystyki kariery
(aktualne na dzień 16 października 2016)
| Klub               | Sezon              | Liga                              | Liga  | Liga   | Puchary krajowe | Puchary krajowe | Europa | Europa | Suma  | Suma   |
| Klub               | Sezon              | Liga                              | Mecze | Bramki | Mecze           | Bramki          | Mecze  | Bramki | Mecze | Bramki |
| ------------------ | ------------------ | --------------------------------- | ----- | ------ | --------------- | --------------- | ------ | ------ | ----- | ------ |
| Drwęca Nowe Miasto | 2006/07            | III liga                          | 0     | 0      | 1               | 0               | –      | –      | 1     | 0      |
| Olimpia Elbląg     | 2007/08            | III liga                          | 3     | 0      | 0               | 0               | –      | –      | 3     | 0      |
| Wigry Suwałki      | 2007/08            | III liga                          | 16    | 3      | 0               | 0               | –      | –      | 16    | 3      |
| Unia Janikowo      | 2008/09            | II liga                           | 17    | 1      | 0               | 0               | –      | –      | 17    | 1      |
| Polonia Bytom      | 2008/09            | Ekstraklasa                       | 6     | 1      | 0               | 0               | –      | –      | 6     | 1      |
| ŁKS Łódź           | 2009/10            | I liga                            | 30    | 11     | 1               | 0               | –      | –      | 31    | 11     |
| Śląsk Wrocław      | 2010/11            | Ekstraklasa                       | 20    | 2      | 2               | 1               | –      | –      | 22    | 3      |
| Śląsk Wrocław      | 2011/12            | Ekstraklasa                       | 12    | 2      | 4               | 0               | –      | –      | 16    | 2      |
| Śląsk Wrocław      | 2012/13            | Ekstraklasa                       | 23    | 5      | 7               | 3               | 5      | 0      | 35    | 8      |
| Omonia Nikozja     | 2013/14            | Protathlima A’ Kategorias         | 22    | 7      | 0               | 0               | 2      | 1      | 24    | 8      |
| Tobył Kostanaj     | 2014               | Priemjer-Liga                     | 12    | 0      | 0               | 0               | –      | –      | 12    | 0      |
| AEL Limassol       | 2014/15            | Protathlima A’ Kategorias         | 10    | 3      | 0               | 0               | 4      | 1      | 14    | 4      |
| Lewski Sofia       | 2014/15            | A-profesionałna futbołna liga     | 6     | 2      | 3               | 1               | –      | –      | 9     | 3      |
| Al-Wehda           | 2014/15            | Saudyjska Premier Liga            | 7     | 0      | 0               | 0               | –      | –      | 7     | 0      |
| Ratchaburi FC      | 2016               | Thai Premier League               | 13    | 2      | 0               | 0               | –      | –      | 13    | 2      |
| BEC Tero Sasana    | 2016               | Thai Premier League               | 8     | 4      | 0               | 0               | –      | –      | 8     | 4      |
| Al-Faisaly Amman   | 2016/17            | Jordan Premier League             | 11    | 5      | 0               | 0               | –      | –      | 11    | 5      |
| Al-Faisaly Amman   | 2017/18            | Jordan Premier League             | 22    | 14     | 0               | 0               | –      | –      | 22    | 14     |
| Al-Batin FC        | 2018/19            | Saudyjska Premier Liga            | 0     | 0      | 0               | 0               | –      | –      | 0     | 0      |
| Hajer Club         | 2018/19            | Prince Mohammad bin Salman League | 14    | 2      | 0               | 0               | –      | –      | 14    | 2      |
| FCSB               | 2019/20            | Liga I                            | 0     | 0      | 0               | 0               | –      | –      | 0     | 0      |
| Ogólnie w karierze | Ogólnie w karierze | Ogólnie w karierze                | 252   | 64     | 18              | 5               | 13     | 2      | 281   | 71     |

## Sukcesy

### Śląsk Wrocław
- Mistrzostwo Polski (1): 2011/12
- Superpuchar Ekstraklasy (1): 2012

### Al-Faisaly Amman
- Mistrzostwo Jordanii (1): 2016/17
- Puchar Jordanii (1): 2016/17
- Superpuchar Jordanii (1): 2017/18
- Król strzelców (Jordan Premier League) (1): 2017/18

## Życie osobiste
Brat bliźniak Rafała Gikiewicza, który także został piłkarzem. Jego żona Anja pochodzi z Chorwacji a piłkarz poza sezonem, mieszka w tym kraju.